# Bıçaqçı
Bıçaqçı è un comune dell'Azerbaigian situato nel distretto di Zərdab. Conta una popolazione di 1 608 abitanti.